# George William Evans
George William Evans, né le 5 janvier 1780 à Warwick (Angleterre) et mort le 16 octobre 1852 à Hobart (Tasmanie), est un explorateur et topographe britannique.

## Biographie
Ayant étudié la topographie, il est envoyé au Cap puis, lorsque la colonie passe aux mains des hollandais, part pour la Nouvelle-Galles du Sud (1802) où il est nommé arpenteur général (1803).
En 1804, il explore la Warragamba River puis, en novembre 1813, dirige une expédition pour étudier en détail la route suivie par Blaxland à travers les Blue Mountains. Après avoir atteint le site de la future Bathurst et la Campbell's River, il revient à Sydney le 18 décembre. La décision de fondation de Bathurst est alors prise (7 mai 1815).
Lors d'une seconde expédition, il découvre la Lachlan River déjà connue des aborigènes (juin 1815).
Evans est aussi célèbre pour ses travaux de topographie de la Tasmanie où il finit sa vie.

## Œuvre
- A Geographical, Historical, and Topographical Description of Van Diemen's Land, 1822

## Hommage
Un mémorial en bronze a été construit en 1913 à Bathurst pour célébrer le centenaire de la découverte du site.

## Galerie

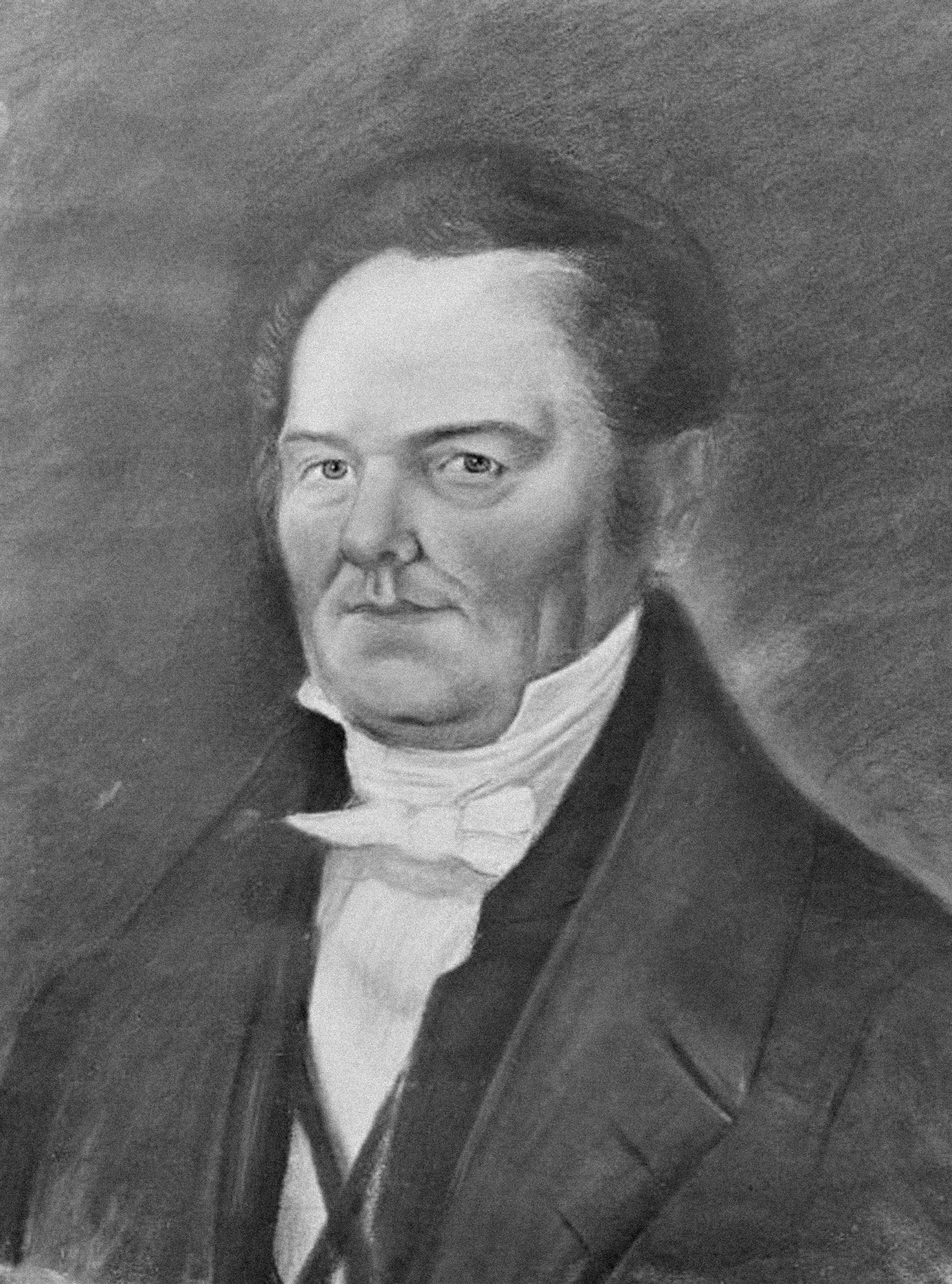
Caricature de George William Evans
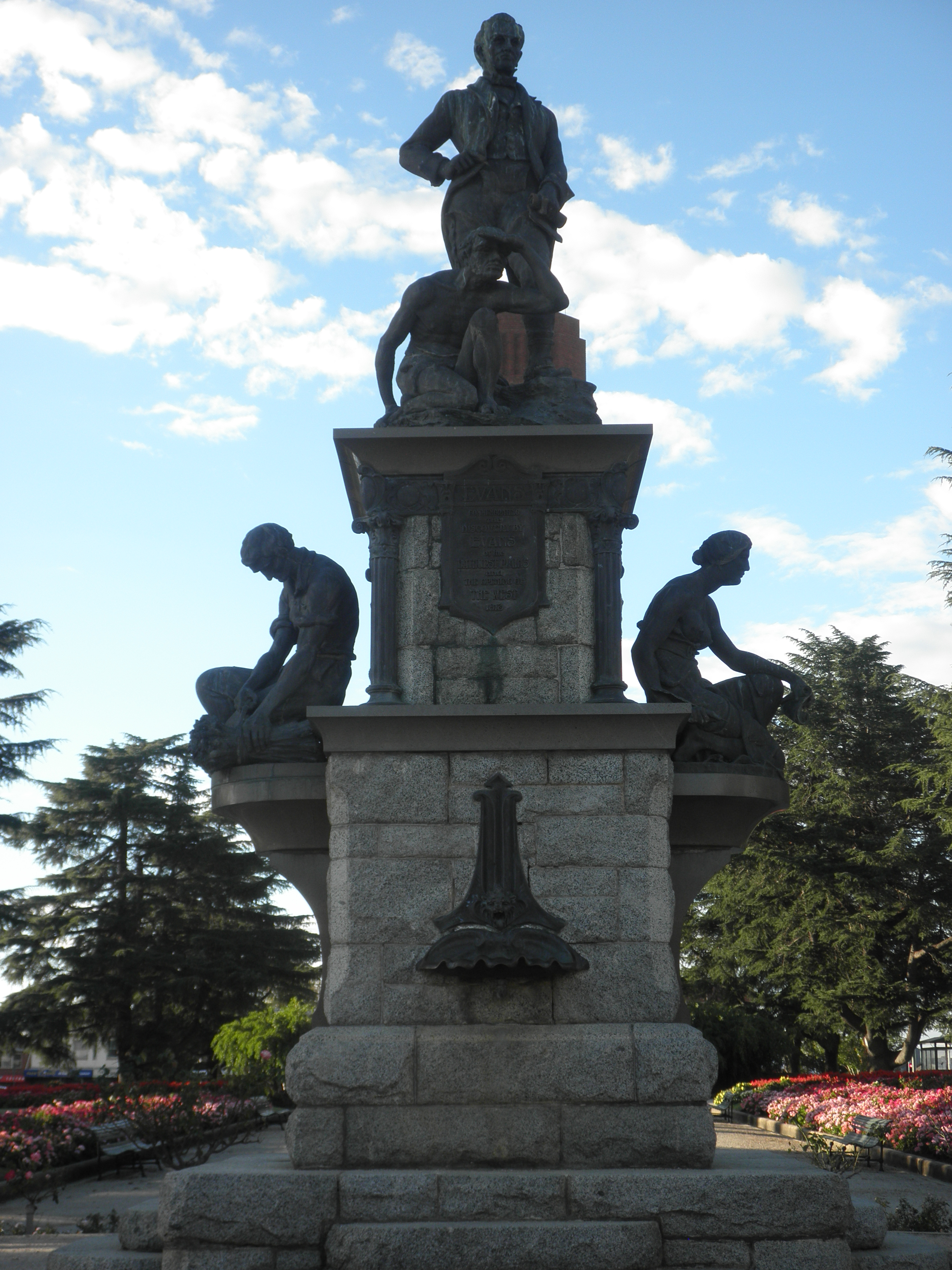
Evans Memorial à Kings Parade, Bathurst
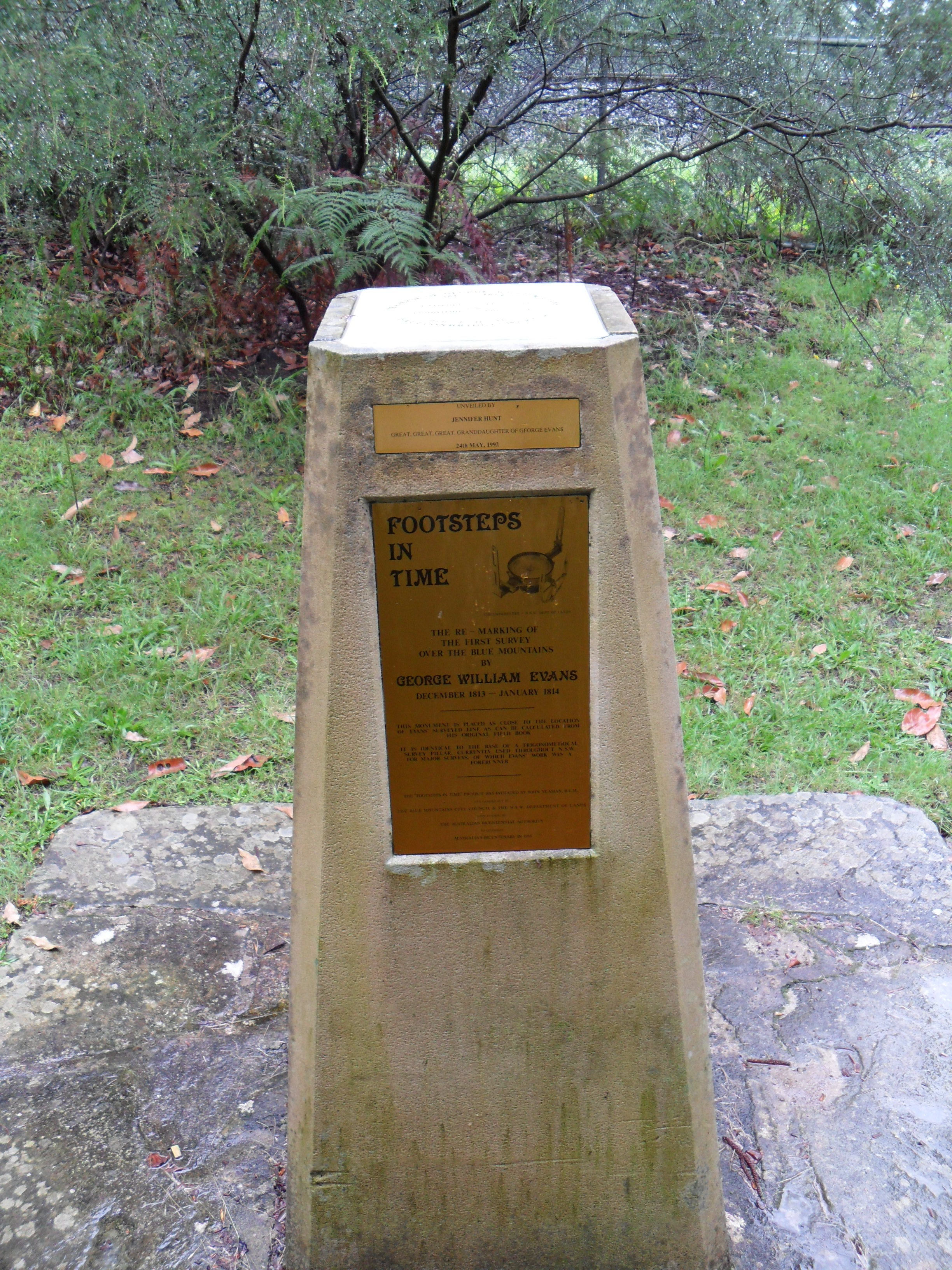
Borne des Blues Mountains
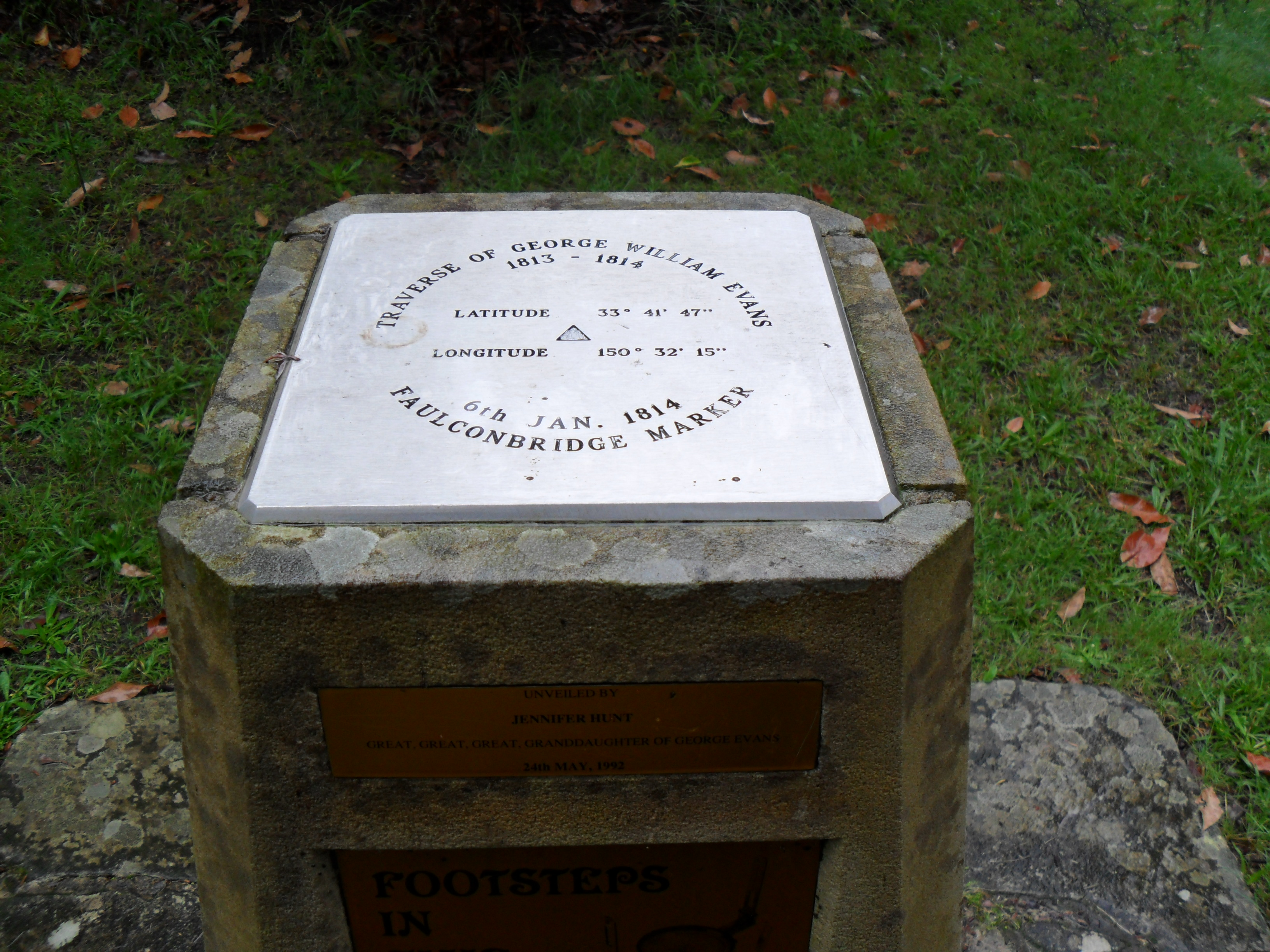
Borne de localisation à Faulconbridge